# Aplopsis mayae
Aplopsis mayae är en skalbaggsart som beskrevs av Britton 1957. Aplopsis mayae ingår i släktet Aplopsis och familjen Melolonthidae. Inga underarter finns listade i Catalogue of Life.